# سونوکو چیبا
سونوکو چیبا (انگلیسی: Sonoko Chiba؛ زادهٔ ۱۵ ژوئن ۱۹۹۳) بازیکن فوتبال اهل ژاپن است که در تیم ملی فوتبال زنان ژاپن بازی کرده‌است.